# Змішані води
Води змішані (рос. воды смешанные, англ. mixed waters, нім. gemischte Wässer n pl) – води природні, що сформувалися шляхом змішування вод різного генезису (інфільтраційних, седиментаційних тощо) та різного хім. типу, наприклад, сульфатно-кальцієві, хлоридно-натрієві тощо.